# ألفرد بيرك تومسون
ألفرد بيرك تومسون هو سياسي كندي، ولد في 18 يوليو 1862 في بنيتنجويشين في كندا، وتوفي في 2 أغسطس 1942 في كندا. حزبياً، نشط في حزب أونتاريو المحافظ التقدمي. وقد انتخب عضو برلمان مقاطعة أونتاريو وانتخب عضو مجلس العموم الكندي.